# تافونساک
تافونساک یک منطقه شهرداری در آبخوست و ایالت کوسرائی در کشور ایالات فدرال میکرونزی است. با مساحت ۴۲٫۸ کیلومتر مربع (۱۶٫۵ مایل مربع) (به همراه ۱۹٫۵ کیلومتر مربع (۷٫۵ مایل مربع) مساحت والونگ) بزرگترین منطقه مسکونی در آبخوست کوسرائی است. جمعیت آن در سال ۲۰۰۰، ۲,۴۵۷ بود. شهرداری تافونساک از دهه ۱۹۸۰ (میلادی) منطقه والونگ را در بر می‌گیرد.
{{Infobox settlement
|name=تافونساک|native_name=|native_name_lang=|settlement_type=|image_skyline=Kosrae municipalities.jpg|image_alt=|image_caption=شهرداری‌های آبخوست و ایالت کوسرائی|image_flag=Flag of Tafunsak, Kosrae, FM.png|motto=|image_map=Tafunsak mappa.GIF|map_alt=|map_caption=|pushpin_map=Federated States of Micronesia|pushpin_label_position=|pushpin_map_alt=|pushpin_map_caption=|latd=5|latm=22|lats=3|latNS=N|longd=162|longm=59|longs=13.56|longEW=E
واژه "تافونسک" به معنی «نیمی جنگل و نیمی ساحل» است و به وجود جنگل‌های گرمسیری در گذشته آبخوست اشاره می‌کند.
تافونساک نزدیک‌ترین روستا به جاده فرودگاه بین‌المللی کوسرای است.

## آموزش و پرورش
وزارت آموزش و پروش ایالت کوسرائی مدرسه‌های دولتی زیر را مدیریت می‌کند:
- مدرسه ابتدایی تافونساک
- مدرسه ابتدایی والونگ

دانش‌آموزان دبیرستانی به دبیرستان کوسرائی در توفول، شهرداری للو می‌روند.